# Anisostachya delphinensis
Anisostachya delphinensis är en akantusväxtart som beskrevs av Raymond Benoist. Anisostachya delphinensis ingår i släktet Anisostachya och familjen akantusväxter. Inga underarter finns listade i Catalogue of Life.